# Tumba de Tin Hinan
La tumba de Tin Hinan es una tumba monumental ubicada ubicada en la actual Abalessa, en el macizo de Ahaggar del desierto del Sahara, al sur de Argelia. El sepulcro fue construido para Tin Hinan, la antigua reina tuareg de los Hoggar (Ahaggar).

## Historia y excavación
Tin Hinan es el nombre dado por los tuaregs a una mujer de prestigio que vivió entre los siglos III y IV cuyo esqueleto fue encontrado en una tumba preislámica en las montañas de Ahaggar. Tin Hinan a veces era conocida como la "Reina de los Hoggar", y los tuaregs la llamaban "Tamenokalt", término que podría traducirse como "reina". La transliteración sería "mujer de las tiendas", si bien en ocasiones ha sido conocido como "reina del campamento" o, más metafóricamente, como "Madre de todos nosotros".
El explorador francés Henri Lhote argumentó que su sepulcro era diferente de las tumbas circundantes en el sur de Argelia, siendo más típico de la arquitectura utilizada por los legionarios romanos para crear sus fortificaciones en áreas desérticas. Se creía que la tumba probablemente se construyó sobre un castrum romano anterior, erigido alrededor del año 19 a. C., cuando el cónsul Lucio Cornelio Balbo el Menor conquistó los territorios de los garamantes y envió una pequeña fuerza expedicionaria para llegar al río Níger. Sin embargo, esta hipótesis ha sido rechazada por la mayoría de estudiosos.
La tumba fue abierta por Byron Khun de Prorok con el apoyo del ejército francés en 1925, y otros arqueólogos hicieron una investigación más exhaustiva en 1933. Se encontró que la tumba conservaba el esqueleto de una mujer en una litera de madera, acostada boca arriba con su cabeza mirando al este. Estaba cubierta con pesadas joyas de oro y plata, algunas de ellas adornadas con perlas. En su antebrazo derecho llevaba siete brazaletes de plata y en el izquierdo la misma cantidad de brazaletes pero de oro. En el cuerpo además tenía otra pulsera de plata y un anillo de oro. También había restos de un complejo collar a destajo de oro y perlas (reales y artificiales). Otros tesoros fúnebres eran la estatua de una divinidad muy parecida a la Venus de Hohle Fels, una copa de vidrio y una lámina de oro que llevaba la impresión de una moneda romana del emperador Constantino I emitida entre los años 308 y 324. Que la tumba pudiera datar del siglo IV acabó siendo consistente tras la datación por radiocarbono del ataúd, así como de la cerámica y otros muebles encontrados. El monumento en sí está construido en un estilo arquitectónico que estuvo muy extendido en el Sahara bereber durante la época clásica. El cuerpo encontrado en la tumba se encuentra ahora en el Museo Nacional del Bardo, en Argel.

## En la cultura popular
La tumba de Tin Hinan es mencionada en el videojuego Amnesia: The Dark Descent y es visitable en la secuela de 2020, Amnesia: Rebirth. Según los documentos encontrados esparcidos por todo el juego, la tumba supuestamente contenía dos orbes míticos, que son importantes para la trama.